# Hedylidae
Hedylidae es una familia insectos del orden Lepidoptera, con un solo género, Macrosoma. Algunos autores consideran que esta familia constituye una superfamilia propia (Hedyloidea), la cual sería el taxón hermano de las superfamilias Papilionoidea y Hesperioidea. Sin embargo, los análisis más recientes sugieren que todas estas familias forman un grupo monofilético.

## Interacciones bióticas
Las larvas de los hedílidos se han reportado comiendo en plantas de al menos 5 familias de los órdenes Malpighiales, Malvales y Myrtales.

## Lista de especies
- Macrosoma albida
- Macrosoma albifascia
- Macrosoma albimacula
- Macrosoma albipannosa
- Macrosoma albistria
- Macrosoma amaculata
- Macrosoma bahiata
- Macrosoma cascaria
- Macrosoma conifera
- Macrosoma coscoja
- Macrosoma costilunata
- Macrosoma hedylaria
- Macrosoma heliconiaria
- Macrosoma hyacinthina
- Macrosoma intermedia
- Macrosoma klagesi
- Macrosoma lamellifera
- Macrosoma leptosiata
- Macrosoma leucophasiata
- Macrosoma leucoplethes
- Macrosoma lucivittata
- Macrosoma minutipuncta
- Macrosoma muscerdata
- Macrosoma napiaria
- Macrosoma nigrimacula
- Macrosoma paularia
- Macrosoma pectinogyna
- Macrosoma rubedinaria
- Macrosoma satellitiata
- Macrosoma semiermis
- Macrosoma stabilinota
- Macrosoma subornata
- Macrosoma tipulata
- Macrosoma uniformis
- Macrosoma ustrinaria